# Фокшани
Фокша́ни (рум. Focșani; уст. Фокша́ны, Фокша́нь) — город в Румынии, в регионе Молдова, административный центр жудеца Вранча.
Население — 73 868 жителей (2011).
Согласно подсчётам Национального института статистики, к 2016 году население муниципия выросло до 94 408 человек.

## История
Во многих летописях обозначался как «город на реке Милков». Первое поселение на данной территории зафиксировано в XIII веке — там располагалась резиденция Милковского епископства.
В 1482 году здесь была установлена граница между Валахией и Молдавией. По одной из версий, название города происходит от боярской семьи Фокша, известной со времён Штефана Великого. Находясь на стыке двух княжеств, город являлся важным торговым центром.
В ходе Молдавского похода Тимоша Хмельницкого здесь произошла битва, закончившаяся победой козаков.
Сражение под Фокшанами 21 июля 1789 года, окончившаяся победой русско-австрийских войск, стала одним из основных событий Русско-турецкой войны 1787—1792.
Изначально, дабы избавиться от противоречий населения Молдавии и Валахии, сюда планировали перенести столицу объединённых княжеств.
Город сыграл немаловажную роль в объединении Румынии. Здесь с 1859 по 1862 год заседал Центральный комитет, осуществлявший разработку Конституции Румынии. В честь объединения на центральной площади города был возведён обелиск.

## Персоналии
- Грюнберг, Карл (1861—1940) — австрийский социал-демократ, историк, юрист, экономист.
- Миссир, Базиле М. (1843–1929) — румынский политический и государственный деятель.
- Молдовану, Алин Джордже (р. 1983) — олимпийский чемпион по стрельбе.
- Оленеску-Асканио, Димитрий (1849—1908) — румынский писатель, драматург, поэт и переводчик, член Румынской академии.
- Таттареску, Георге (1818—1894) — румынский художник, один из основоположников неоклассицизма Румынии.
- Шехтер, Соломон (1847—1915) — раввин, учёный и педагог, президент еврейской теологической семинарии Америки, одна из ключевых фигур консервативного иудаизма.

## Города-побратимы
Фокшани является городом-побратимом следующих городов:
- Тиволи, Италия
- Потенца, Италия
- Патры, Греция
- Хертогенбос, Нидерланды
- Рамат-Ган, Израиль

## Виды города

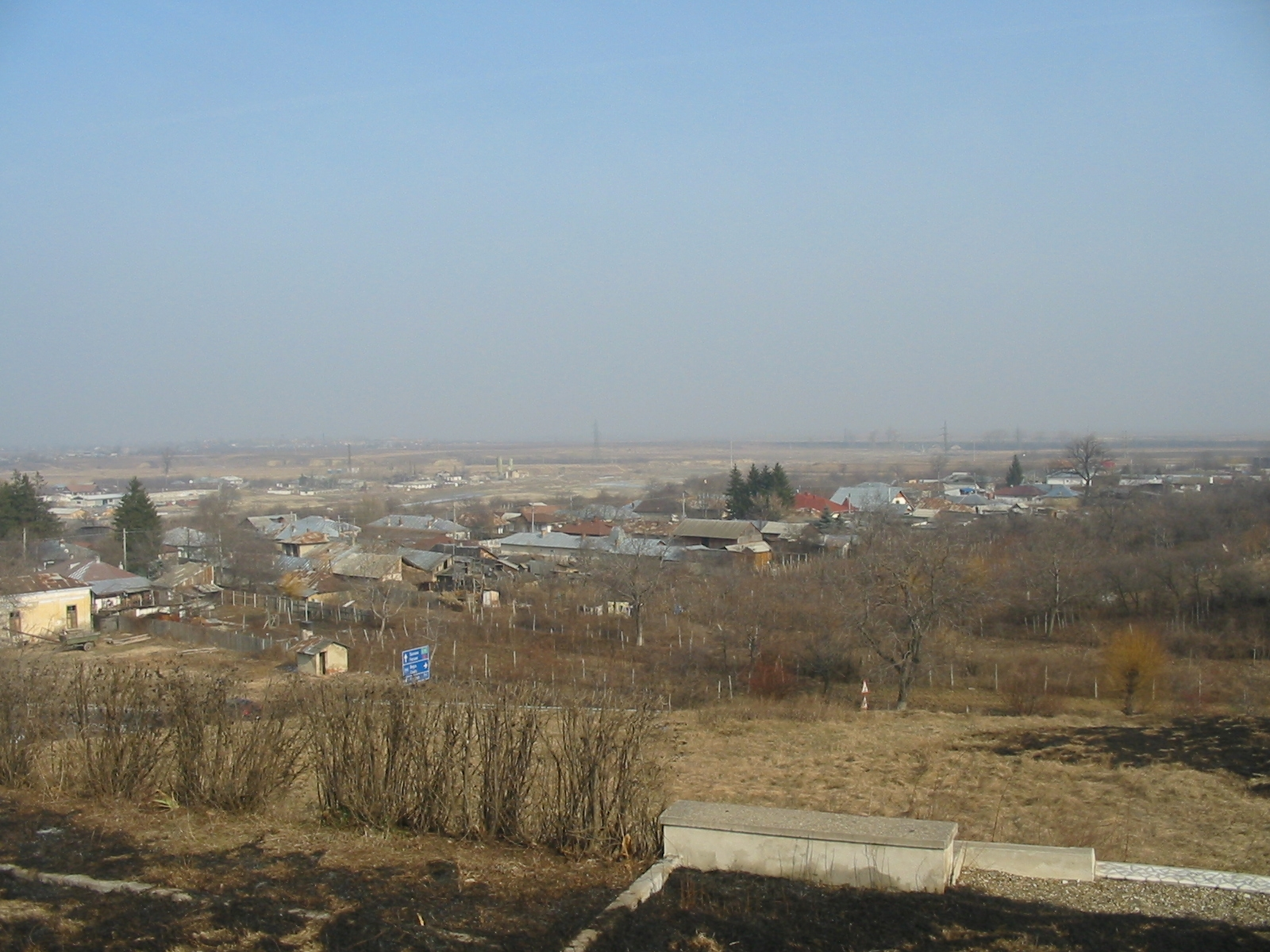
Места сражений 1789 года
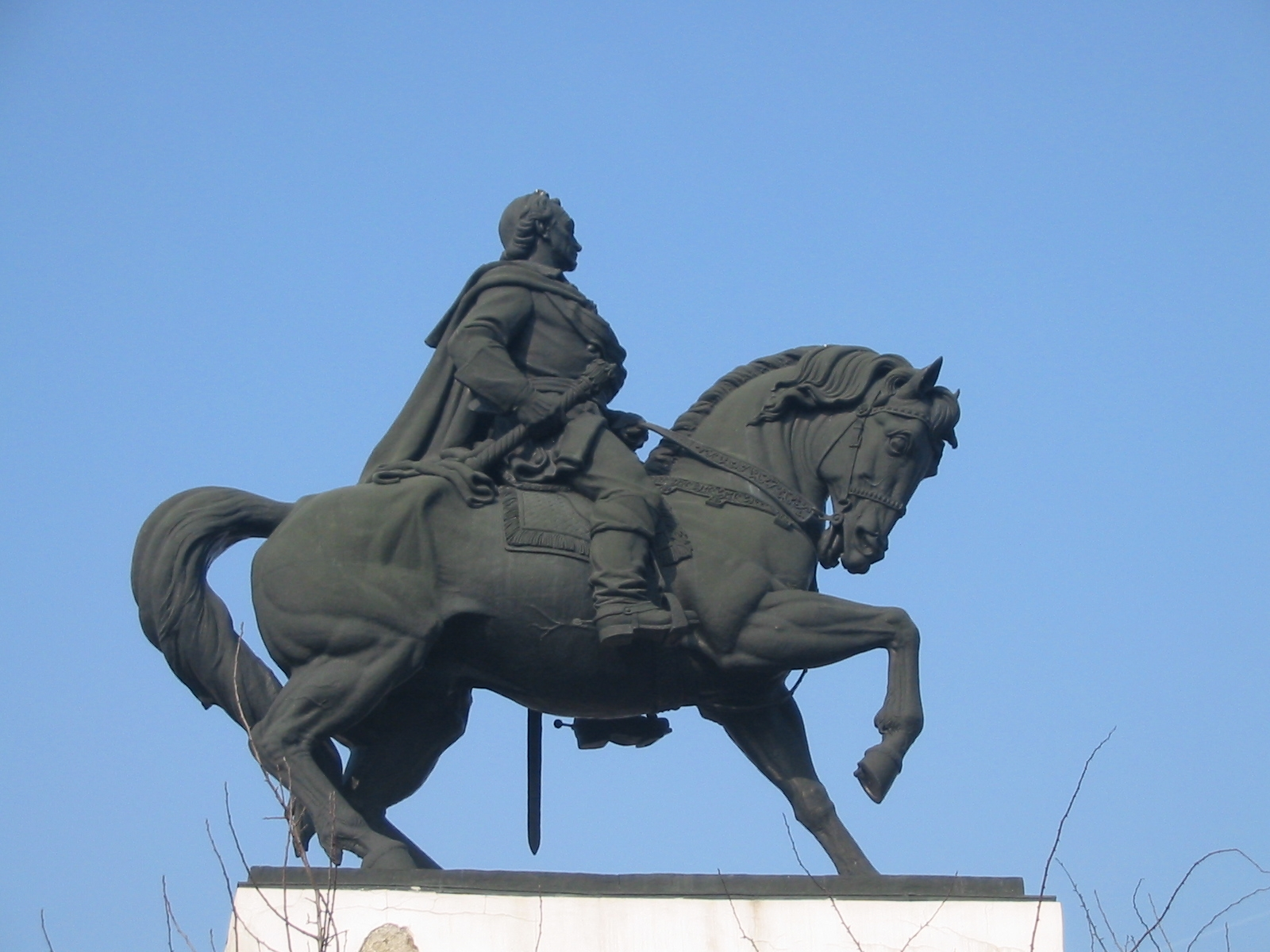
Памятник Суворову возле города Фокшани
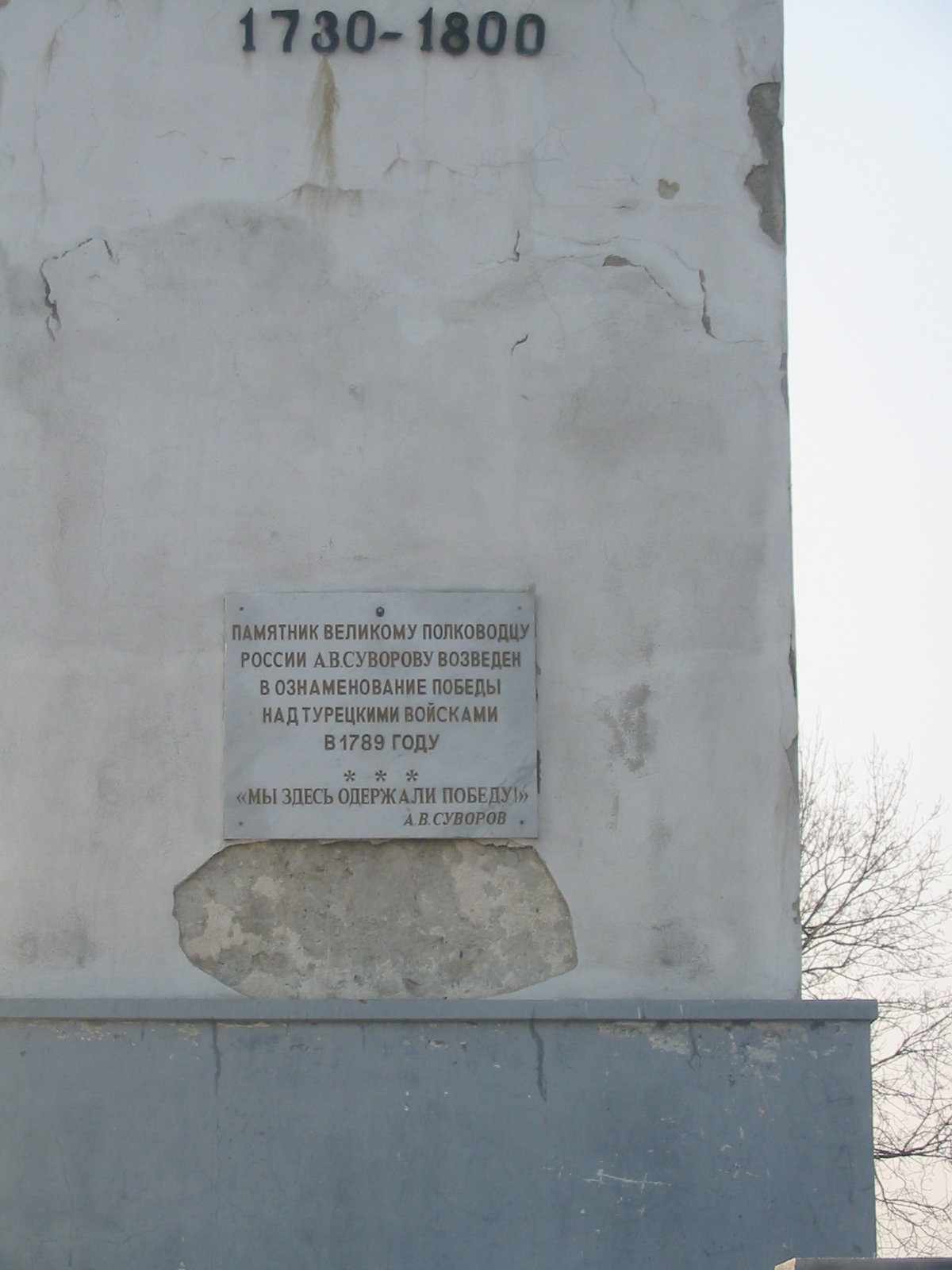
Надпись на памятнике Суворову